# Cratere Troy
Troy  è un cratere sulla superficie di Marte.